# M.D. Jennings
Melvin Delanie Jennings, detto M.D. (Grenada, 25 luglio 1988), è un giocatore di football americano statunitense che gioca nel ruolo di strong safety per i Green Bay Packers della National Football League (NFL). Dopo non essere stato scelto nel Draft NFL 2011 firmò coi Packers. Al college ha giocato a football alla Arkansas State University.

## Carriera professionistica
Jennings, dopo non essere stato scelto nel Draft 2011, firmò coi Packers in qualità di free agent. Nella sua stagione da rookie disputò 15 partite, nessuna come titolare, mettendo a segno 7 tackle. Nella stagione 2012 i minuti a sua disposizione aumentarono tanto che giocò tutte le 16 gare come titolare, 10 delle quali come titolare, mettendo a segno 52 tackle. Il 18 novembre 2012, Jennings contro i Detroit Lions mise a segno il suo primo intercetto che ritornò per 72 yard fino a segnare il suo primo touchdown.

## Vittorie e premi
Nessuno

## Statistiche
| Tackle totali  | 59 |
| Sack           | 0  |
| Intercetti     | 1  |
| Fumble forzati | 0  |

Statistiche aggiornate al 10 gennaio 2013